# Pras Michel
Pras Michel, właśc. Prakazrel Samuel Michel (ur. 19 października 1972), znany również jako Pras – amerykański raper, aktor oraz producent filmowy. Członek hip-hopowego zespołu The Fugees. W 1998 wydał swój solowy album pt. Ghetto Superstar, a 7 lat później kolejny krążek zatytułowany Win Lose or Draw. Oprócz tego zagrał w filmie Mystery Men w roku 1999.

## Dyskografia
Albumy
| Ghetto Supastar                         | - Data: 6 października 1998 - Wydawca: Columbia Records | 55 | 31 | 9 | 19 | 95 | 31 |
| Win Lose Or Draw                        | - Data: 16 sierpnia 2005 - Wydawca: Universal           | –  | –  | – | –  | –  | –  |
| „–” oznacza, że album nie był notowany. |                                                         |    |    |   |    |    |    |

Single
| "Ghetto Supastar (That Is What You Are)" (feat. ODB, Mýa)            | 1998 | 15 | 4 | 15 | 1  | 2  | 1  | 4 | Ghetto Supastar                              |
| „Blue Angels” (feat. The Product G&B)                                | 1998 | –  | – | –  | –  | 10 | 92 | – | Ghetto Supastar                              |
| Queen, Wyclef Jean – „Another One Bites The Dust” (feat. Pras, Free) | 1998 | –  | – | 62 | 20 | 50 | 21 | 7 | Small Soldiers Music From The Motion Picture |
| „–” oznacza, że singel nie był notowany.                             |      |    |   |    |    |    |    |   |                                              |

## Filmografia
| Tytuł                       | Rok  | Rola                  | Uwagi                                                | Źródło |
| --------------------------- | ---- | --------------------- | ---------------------------------------------------- | ------ |
| „Superbohaterowie”          | 1999 | jako Tony C           | film fabularny, reżyseria: Kinka Usher               | [ 17 ] |
| „Turn It Up”                | 2000 | jako Denzel / Diamond | film fabularny, reżyseria: Robert Adetuyi            | [ 18 ] |
| „Higher Ed”                 | 2001 | jako Ed Green         | film fabularny, reżyseria: Jean-Claude La Marre      | [ 19 ] |
| „Go for Broke”              | 2002 | jako Jackson / Jackie | film fabularny, reżyseria: Jean-Claude La Marre      | [ 20 ] |
| „Gliniarze bez odznak”      | 2002 | jako Nathan           | serial telewizyjny, 1 odc., reżyseria: Leslie Libman | [ 21 ] |
| „Nora’s Hair Salon”         | 2004 | jako Bennie’s Thug    | film fabularny, reżyseria: Jerry LaMothe             | [ 22 ] |
| „Careful What You Wish For” | 2004 | jako Zen Salesman     | film fabularny, reżyseria: Acne                      | [ 23 ] |
| „Go Go Tales”               | 2007 | jako Sandman          | film fabularny, reżyseria: Abel Ferrara              | [ 24 ] |
| „Feel the Noise”            | 2007 | jako Electric         | film fabularny, reżyseria: Alejandro Chomski         | [ 25 ] |
| „Kroniki mutantów”          | 2008 | jako Captain Michaels | film fabularny, reżyseria: Simon Hunter              | [ 26 ] |
| „Sweet Micky for President” | 2015 | n.d.                  | film dokumentalny, producent wykonawczy              | [ 27 ] |

## Nagrody i wyróżnienia
| Rok  | Kategoria              | Tytułem                                  | Nagroda                | Nota      | Źródło |
| ---- | ---------------------- | ---------------------------------------- | ---------------------- | --------- | ------ |
| 1998 | Best Rap Video         | „Ghetto Supastar (That Is What You Are)” | MTV Video Music Awards | Nominacja | [ 28 ] |
| 1998 | Best Video from a Film | „Ghetto Supastar (That Is What You Are)” | MTV Video Music Awards | Nominacja | [ 28 ] |